# Yojiro Takahagi
Yojiro Takahagi (Iwaki, Prefectura de Fukushima, Japó, 2 d'agost de 1986) és un futbolista japonès. Va disputar 2 partits amb la selecció del Japó.